# Maud Watson

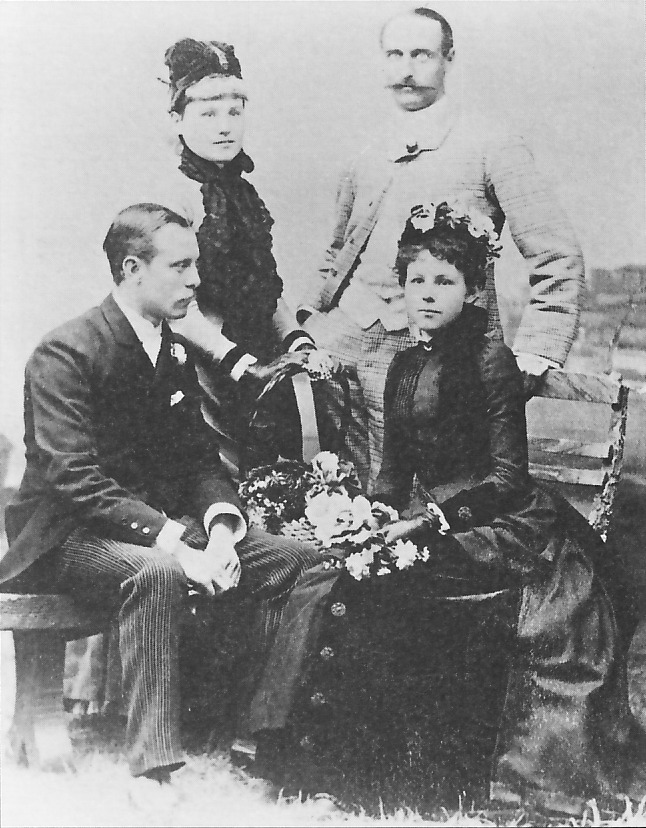
Maud Watson, sitzend, rechts

Maud Watson (* 9. Oktober 1864 in London-Harrow; † 5. Juni 1946 in Charmouth) war eine englische Tennisspielerin und die erste Siegerin des Damenturniers bei den Wimbledon Championships.

## Leben
1884 wurde beim Turnier in Wimbledon erstmals ein Damenturnier mit 13 Teilnehmerinnen veranstaltet. Im Finale bezwang Maud Watson, die Tochter des Bischofs von Berkswell, ihre Schwester Lilian mit 6:8, 6:3, 6:3. Während die Herren bereits 1877 um einen Pokal im Wert von 25 britischen Pfund spielen, erhielt Maud eine kleine Silbertrophäe und 20 Guineas für ihren Sieg. 1885 konnte sie ihren Sieg verteidigen, ein Jahr später wurde sie von Blanche Bingley abgelöst. 
1884 und 1885 gewann sie auch die damals bedeutenden Irischen Meisterschaften.
Obwohl Maud Watson und ihre damaligen Konkurrentinnen in bodenlangen Kleidern mit Korsett und Petticoat spielten, empfanden manche Zeitgenossen ihre Kleidung als „schockierend“.
Während des Ersten Weltkriegs arbeitete Watson als Krankenschwester, wofür sie später zum Member of the Order of the British Empire ernannt wurde.
1934 stiftete sie die Siegtrophäe dem Edgbaston Club, den dieser 1982 als Wanderpokal für das „Pre Wimbledon women’s grasscourt tournament“ aussetzte.
Watson starb 1946 im Hammersmead House in Charmouth an der englischen Kanalküste.